# Xavier Collin
Pour les articles homonymes, voir Collin.
 (octobre 2021).
Si vous disposez d'ouvrages ou d'articles de référence ou si vous connaissez des sites web de qualité traitant du thème abordé ici, merci de compléter l'article en donnant les références utiles à sa vérifiabilité et en les liant à la section « Notes et références ».
Xavier Collin est un footballeur puis entraîneur français, né le 17 août 1974 à Charmes (France).
Évoluant au poste de défenseur latéral, il commence sa carrière professionnelle au SAS Épinal lors de la montée en Division 2 du club en 1995. Après deux saisons à ce niveau, il quitte les Vosges est redevient amateur pour une saison au Stade Poitevin FC. Engagé en 1998 par l'Amiens SC, il n'y évolue qu'une saison avant d'être transféré au FC Gueugnon. Après trois saisons en Division 2 et une victoire en finale de la coupe de la Ligue en 2000, il signe à l'AC Ajaccio où il reste six saisons et connait la descente en Ligue 2 en 2006. En 2008 il rejoint le Montpellier Hérault Sport Club et connait la remontée en Ligue 1 dès sa première saison dans l'Hérault. Le 1er juin 2011, il met un terme à sa carrière après quinze saisons au plus haut niveau du football hexagonal.
Sa reconversion est immédiate, puisqu'il prend en main dès la saison suivante l'AS Béziers qui évolue en Championnat de France Amateur en remplacement de Stéphane Crucet.
Xavier Collin possède un titre majeur à son palmarès, la victoire en Coupe de la Ligue obtenue en 2000 avec le FC Gueugnon alors qu'il évolue en Division 2.

## Biographie

### Carrière de joueur
Xavier Collin est né à Charmes dans les Vosges le 17 août 1974.
Évoluant au poste de défenseur, il suit une formation au Stade athlétique spinalien dont il intègre la section sportive[réf. nécessaire].
Il rejoint l'équipe première du SAS Épinal lors de la saison 1994-1995 alors que l'équipe fanion du club évolue en National 1.
Au cours des dix-sept saisons qui ont jalonné son parcours, il aura joué dans six clubs différents sur les trois plus hauts niveaux du football français.
Titulaire à son arrivée en équipe première, en témoignent ses trente-et-un matchs joués lors de sa première saison à ce niveau, il va participer au titre de champion de National 1 de son club formateur et va signer son premier contrat pro lors de la saison suivante avec le SAS Épinal[réf. nécessaire].
Cependant, après deux saisons en Division 2 ou il jouera plus d'une trentaine de matchs, il va connaitre la descente avec l'équipe Vosgienne et décide de partir dans Poitou-Charentes[réf. nécessaire].
Arrivé au Stade Poitevin FC en 1997, alors que le club évolue dans le championnat de National tout récemment créé, il ne va jouer que quelques matchs de championnat et de coupe[réf. nécessaire].
De plus, la rétrogradation administrative du club Poitevin en fin de saison va précipiter son départ et son retour en Division 2[réf. nécessaire].
Lors de la saison 1998-1999, il rejoint l'Amiens SC qui évolue en Division 2, ou il joue dix-huit matchs de championnat et trois de coupe. Peu utilisé cependant par René Marsiglia, il quitte la Somme à la fin de la saison pour le FC Gueugnon[réf. nécessaire].
Il arrive ainsi au FC Gueugnon alors pensionnaire de Division 2, où il va remporter le seul titre majeur de sa carrière. En effet, le FC Gueugnon va remporter la finale de la Coupe de la Ligue 2000 face au Paris Saint-Germain qui évolue alors en Division 1 sur le score de deux buts à zéro. C'est son premier but professionnel en compétition officielle lors du quart de finale de cette même compétition face au RC Strasbourg.
Les deux saisons suivantes voient la participation à la Coupe UEFA 2000-2001. Après deux saisons en tant que titulaire du club, il est repéré par un club de Division 1 et quitte la Bourgogne en 2002[réf. nécessaire].
Durant l'été 2002, il atteint le plus haut niveau du football français en signant à l'AC Ajaccio qui évolue alors dans la toute nouvelle Ligue 1[réf. nécessaire].
Il joue durant six saisons en Corse en participant à la grande majorité des matchs de son équipe devenant capitaine de celle-ci[réf. nécessaire]. Lors de son passage en Corse-du-Sud, il connaît la descente en Ligue 2 lors de la saison 2005-2006. Après six années au service de l'AC Ajaccio, il décide de rejoindre son ancien entraîneur Rolland Courbis dans l'Hérault[réf. nécessaire].
Il signe au Montpellier HSC durant l'été 2008 pour un contrat de deux ans[réf. nécessaire].
Après une première saison en tant que titulaire sur le côté gauche et une montée en Ligue 1 avec des coéquipiers pailladins, il fait les frais[évasif] du changement d'entraîneur, René Girard prenant la place de Rolland Courbis qui l'avait fait venir, et de l'arrivée de Cyril Jeunechamp, beaucoup plus habitué à la Ligue 1.
Après trois saisons dans l'Hérault, il décide de prendre sa retraite lors de la saison 2010-2011[réf. nécessaire]. Il aura malgré tout participé à la montée du club en Ligue 1 ainsi qu'à la bonne première saison de ce dernier dans l'élite, lui permettant ainsi de faire une deuxième apparition en C3 dans sa carrière[réf. nécessaire].

### Carrière d'entraîneur
Le 6 juin 2011, les dirigeants de l'Avenir sportif Béziers annoncent que Xavier Collin devient le nouvel entraîneur du club succédant ainsi à Stéphane Crucet,.
Il évolue ainsi pour sa première saison en tant qu'entraîneur avec l'AS Béziers en CFA puisque le club, après ne pas avoir réussi à se maintenir lors de la saison 2010-2011 de CFA, a été repêché à la suite des rétrogradations administratives d'autres clubs. Sous ses ordres, le club obtient la montée en National en 2015.
En décembre 2015, alors que le club est dix-septième du championnat, il est démis de ses fonctions. Il retrouve le SAS Épinal le 24 février 2016 en y intégrant le staff.

## Statistiques et palmarès

### En tant que joueur
Xavier Collin est un défenseur du SAS Épinal à partir sa première saison alors que le club est sacré vice-champion de National en 1995. Cependant après un relégation et des passages éclairs au Stade Poitevin FC et à l'Amiens SC, ce n'est qu'au FC Gueugnon qu'il retrouve une place de titulaire et remporte la coupe de la Ligue en 2000 face au Paris Saint-Germain.
Il passe ensuite six saisons à l'AC Ajaccio, puis après une relégation en Ligue 2, il relance sa carrière au Montpellier Hérault SC avec qui il termine vice-champion de Ligue 2 en 2009. Barré par l'arrivée de Cyril Jeunechamp et par la montée des jeunes pailladins, il décide de mettre un terme à sa carrière durant l'été 2011.
| Saison      | Club              | Championnat | Championnat | Championnat | Coupes nationales | Coupes nationales | Coupes continentales | Coupes continentales | Coupes continentales | Autres | Autres | Autres |
| Saison      | Club              | Division    | Matchs      | Buts        | Matchs            | Buts              | Type                 | Matchs               | Buts                 | Type   | Matchs | Buts   |
| ----------- | ----------------- | ----------- | ----------- | ----------- | ----------------- | ----------------- | -------------------- | -------------------- | -------------------- | ------ | ------ | ------ |
| 1994 - 1995 | SAS Épinal        | National 1  | ?           | ?           | ?                 | ?                 | -                    | -                    | -                    | -      | -      | -      |
| 1995 - 1996 | SAS Épinal        | Division 2  | 37          | 0           | 1                 | 0                 | -                    | -                    | -                    | -      | -      | -      |
| 1996 - 1997 | SAS Épinal        | Division 2  | 36          | 0           | 3                 | 0                 | -                    | -                    | -                    | -      | -      | -      |
| 1997 - 1998 | Stade Poitevin FC | National    | 3           | 0           | 4                 | 0                 | -                    | -                    | -                    | -      | -      | -      |
| 1998 - 1999 | Amiens SC         | Division 2  | 18          | 0           | 3                 | 0                 | -                    | -                    | -                    | -      | -      | -      |
| 1999 - 2000 | FC Gueugnon       | Division 2  | 19          | 0           | 6                 | 1                 | -                    | -                    | -                    | -      | -      | -      |
| 2000 - 2001 | FC Gueugnon       | Division 2  | 31          | 0           | 1                 | 0                 | C3                   | 2                    | 0                    | -      | -      | -      |
| 2001 - 2002 | FC Gueugnon       | Division 2  | 31          | 0           | 1                 | 0                 | -                    | -                    | -                    | -      | -      | -      |
| 2002 - 2003 | AC Ajaccio        | Ligue 1     | 37          | 1           | 2                 | 0                 | -                    | -                    | -                    | -      | -      | -      |
| 2003 - 2004 | AC Ajaccio        | Ligue 1     | 34          | 0           | 2                 | 0                 | -                    | -                    | -                    | -      | -      | -      |
| 2004 - 2005 | AC Ajaccio        | Ligue 1     | 31          | 0           | 2                 | 0                 | -                    | -                    | -                    | -      | -      | -      |
| 2005 - 2006 | AC Ajaccio        | Ligue 1     | 36          | 0           | 4                 | 0                 | -                    | -                    | -                    | -      | -      | -      |
| 2006 - 2007 | AC Ajaccio        | Ligue 2     | 34          | 0           | 3                 | 0                 | -                    | -                    | -                    | -      | -      | -      |
| 2007 - 2008 | AC Ajaccio        | Ligue 2     | 31          | 0           | 2                 | 0                 | -                    | -                    | -                    | -      | -      | -      |
| 2008 - 2009 | Montpellier HSC   | Ligue 2     | 33          | 0           | 4                 | 0                 | -                    | -                    | -                    | -      | -      | -      |
| 2009 - 2010 | Montpellier HSC   | Ligue 1     | 19          | 0           | 1                 | 0                 | -                    | -                    | -                    | -      | -      | -      |
| 2010 - 2011 | Montpellier HSC   | Ligue 1     | 3           | 0           | 2                 | 0                 | C3                   | 1                    | 0                    | -      | -      | -      |

### En tant qu'entraîneur
Il prend en main l'AS Béziers dès la saison suivant sa fin de carrière.
| Saison      | Club       | Championnat | Championnat | Championnat | Championnat | Championnat | Championnat | Championnat | Coupes nationales | Coupes nationales | Coupes nationales | Coupes nationales | Coupes nationales | Coupes nationales | Coupes continentales | Coupes continentales | Coupes continentales | Coupes continentales | Coupes continentales | Coupes continentales | Coupes continentales | Autres | Autres | Autres | Autres | Autres | Autres | Autres |
| Saison      | Club       | Division    | Matchs      | V           | N           | D           | Bp          | Bc          | Matchs            | V                 | N                 | D                 | Bp                | Bc                | Type                 | Matchs               | V                    | N                    | D                    | Bp                   | Bc                   | Type   | Matchs | V      | N      | D      | Bp     | Bc     |
| ----------- | ---------- | ----------- | ----------- | ----------- | ----------- | ----------- | ----------- | ----------- | ----------------- | ----------------- | ----------------- | ----------------- | ----------------- | ----------------- | -------------------- | -------------------- | -------------------- | -------------------- | -------------------- | -------------------- | -------------------- | ------ | ------ | ------ | ------ | ------ | ------ | ------ |
| 2011 - 2012 | AS Béziers | CFA         | 34          | 10          | 10          | 14          | 39          | 50          | 3                 | 2                 | 1                 | 0                 | 8                 | 4                 | -                    | -                    | -                    | -                    | -                    | -                    | -                    | -      | -      | -      | -      | -      | -      | -      |
| 2012 - 2013 | AS Béziers | CFA         | 28          | 7           | 14          | 7           | 35          | 32          | -                 | -                 | -                 | -                 | -                 | -                 | -                    | -                    | -                    | -                    | -                    | -                    | -                    | -      | -      | -      | -      | -      | -      | -      |

Dernière mise à jour le 2 juillet 2012